# Emerich Jenei
Emerich Jenei (Hășmaș (nabij Arad, Roemenië), 22 maart 1937) is een voormalig Roemeens voetbalcoach en voormalig voetballer. In mei 1986 won hij als coach van Steaua Boekarest de Europacup. Hij was een van de meest succesvolle voetbalcoaches van Roemenië ooit, en is een groot voorbeeld voor andere jongere coaches zoals Victor Pițurcă.

## Carrière als voetballer
Jenei maakte zijn debuut toen hij speelde voor Flamura Roșie Arad (nu UT Arad) in de Roemeense Liga I, voordat hij speelde voor Steaua Boekarest in 1957, op 20-jarige leeftijd. Hij bleef voor Steaua spelen tot 1969, toen hij Roemenië verliet voor de Turkse club Kayserispor. In 1971 stopte hij met voetballen en werd hij coach.
Voor het Roemeens voetbalelftal speelde Jenei twaalf interlands, tussen 1959 en 1964. Hij vertegenwoordigde zijn vaderland bij de Olympische Spelen van 1964 in Tokio. Daar werd Roemenië in de kwartfinales uitgeschakeld door Hongarije (2-0).
De hoogtepunten van zijn carrière als voetbalspeler was bij Steaua, waarmee hij een aantal Roemeense trofeeën won, in 1959 - 60, 1960 - 61 en 1967 - 68.

## Carrière als voetbalcoach
Als coach was Jenei succesvoller. Na zijn terugkomst werd hij in het begin van het 1972-1973 seizoen tot assistent coach van Steaua benoemd. Eén jaar later werd hij coach van diezelfde club en eindigde op de 5e plaats in de Liga I. Als coach won hij zijn eerste competitie in 1976, en won er nog een in 1977. Ook in 1978 kon hij Steaua naar de Roemeense top brengen, maar aan het eind van dat seizoen werd hij vervangen door Gheorghe Constantin.
In het seizoen 1978-1979 coachte Jenei voor FC Bihor Oradea, maar dat team eindigde laatste waardoor hij werd ontslagen.
In 1981 ging Jenei naar CS Târgoviște, en in het begin van het 1982 - 83 seizoen kreeg Jenei een tweede kans bij Steaua. Na twee jaar, in welke hij de competitie verloor, werd hij weer ontslagen, maar kon na 4 maanden weer terugkeren.
In 1985 won hij een nieuwe competitie en in het seizoen daarna leidde hij Steaua naar de Europacup finale, tegen FC Barcelona, mei 1986. Na een 0-0 stand, werden er penalty’s gehouden. Helmuth Duckadam van Steaua hield er maar liefst vier tegen (een nieuw record, nog nooit eerder vertoond in de Europa-top), waardoor Steaua uiteindelijk met 2-0 had kunnen winnen. Onder andere dankzij Jenei was Steaua de eerste Oost-Europese voetbalclub die de Europacup gewonnen had.
In de zomer van 1986 werd Jenei, samen met Mircea Lucescu, benoemd tot mede-coach van het Roemeense voetbalelftal, en maakte zijn debuut tegen Noorwegen. Kort daarop werd Lucescu ontslagen waardoor Jenei de enige coach van het elftal werd. Het lukte hem niet om Roemenië te laten kwalificeren voor Euro 88, maar hij slaagde er wel in om het land te kwalificeren voor het WK in 1990. Het was de eerste keer dat Roemenië zich voor het WK kwalificeerde, in 20 jaar. Tussen augustus 1986 en juni 1990 coachte Jenei het team in 38 wedstrijden, en won o.a. van Spanje (twee keer), in 1987, en van Italië, in 1988.
| Interlands Roemenië onder leiding van bondscoach Emerich Jenei (eerste periode) | Interlands Roemenië onder leiding van bondscoach Emerich Jenei (eerste periode) | Interlands Roemenië onder leiding van bondscoach Emerich Jenei (eerste periode) | Interlands Roemenië onder leiding van bondscoach Emerich Jenei (eerste periode) | Interlands Roemenië onder leiding van bondscoach Emerich Jenei (eerste periode) |
| №                                                                               | Datum                                                                           | Wedstrijd                                                                       | Uitslag                                                                         | Competitie                                                                      |
| ------------------------------------------------------------------------------- | ------------------------------------------------------------------------------- | ------------------------------------------------------------------------------- | ------------------------------------------------------------------------------- | ------------------------------------------------------------------------------- |
| 1                                                                               | 08.10.1986                                                                      | Israël – Roemenië                                                               | 2 − 4                                                                           | Oefeninterland                                                                  |
| 2                                                                               | 12.11.1986                                                                      | Spanje – Roemenië                                                               | 1 − 0                                                                           | EK-kwalificatie                                                                 |
| 3                                                                               | 04.03.1987                                                                      | Turkije – Roemenië                                                              | 1 − 3                                                                           | Oefeninterland                                                                  |
| 4                                                                               | 11.03.1987                                                                      | Griekenland – Roemenië                                                          | 1 − 1                                                                           | Oefeninterland                                                                  |
| 5                                                                               | 25.03.1987                                                                      | Roemenië – Albanië                                                              | 5 − 1                                                                           | EK-kwalificatie                                                                 |
| 6                                                                               | 08.04.1987                                                                      | Roemenië – Israël                                                               | 3 − 2                                                                           | Oefeninterland                                                                  |
| 7                                                                               | 29.04.1987                                                                      | Roemenië – Spanje                                                               | 3 − 1                                                                           | EK-kwalificatie                                                                 |
| 8                                                                               | 02.09.1987                                                                      | Polen – Roemenië                                                                | 3 − 1                                                                           | Oefeninterland                                                                  |
| 9                                                                               | 07.10.1987                                                                      | Roemenië – Griekenland                                                          | 2 − 2                                                                           | Oefeninterland                                                                  |
| 10                                                                              | 28.10.1987                                                                      | Albanië – Roemenië                                                              | 0 − 1                                                                           | EK-kwalificatie                                                                 |
| 11                                                                              | 18.11.1987                                                                      | Oostenrijk – Roemenië                                                           | 0 − 0                                                                           | EK-kwalificatie                                                                 |
| 12                                                                              | 03.02.1988                                                                      | Israël – Roemenië                                                               | 0 − 2                                                                           | Oefeninterland                                                                  |
| 13                                                                              | 06.02.1988                                                                      | Polen – Roemenië                                                                | 2 − 2                                                                           | Oefeninterland                                                                  |
| 14                                                                              | 23.03.1988                                                                      | Ierland – Roemenië                                                              | 2 − 0                                                                           | Oefeninterland                                                                  |
| 15                                                                              | 30.03.1988                                                                      | Duitse Democratische Republiek – Roemenië                                       | 3 − 3                                                                           | Oefeninterland                                                                  |
| 16                                                                              | 01.06.1988                                                                      | Nederland – Roemenië                                                            | 2 − 0                                                                           | Oefeninterland                                                                  |
| 17                                                                              | 20.09.1988                                                                      | Roemenië – Albanië                                                              | 3 − 0                                                                           | Oefeninterland                                                                  |
| 18                                                                              | 19.10.1988                                                                      | Bulgarije – Roemenië                                                            | 1 − 3                                                                           | WK-kwalificatie                                                                 |
| 19                                                                              | 02.11.1988                                                                      | Roemenië – Griekenland                                                          | 3 − 0                                                                           | WK-kwalificatie                                                                 |
| 20                                                                              | 23.11.1988                                                                      | Roemenië – Israël                                                               | 3 − 0                                                                           | Oefeninterland                                                                  |
| 21                                                                              | 29.03.1989                                                                      | Roemenië – Italië                                                               | 1 − 0                                                                           | Oefeninterland                                                                  |
| 22                                                                              | 12.04.1989                                                                      | Polen – Roemenië                                                                | 2 − 1                                                                           | Oefeninterland                                                                  |
| 23                                                                              | 26.04.1989                                                                      | Griekenland – Roemenië                                                          | 0 − 0                                                                           | WK-kwalificatie                                                                 |
| 24                                                                              | 17.05.1989                                                                      | Roemenië – Bulgarije                                                            | 1 − 0                                                                           | WK-kwalificatie                                                                 |
| 25                                                                              | 31.08.1989                                                                      | Portugal – Roemenië                                                             | 0 − 0                                                                           | Oefeninterland                                                                  |
| 26                                                                              | 05.09.1989                                                                      | Tsjecho-Slowakije – Roemenië                                                    | 2 − 0                                                                           | Oefeninterland                                                                  |
| 27                                                                              | 11.10.1989                                                                      | Denemarken – Roemenië                                                           | 3 − 0                                                                           | WK-kwalificatie                                                                 |
| 28                                                                              | 15.11.1989                                                                      | Roemenië – Denemarken                                                           | 3 − 1                                                                           | WK-kwalificatie                                                                 |
| 29                                                                              | 04.02.1990                                                                      | Algerije – Roemenië                                                             | 0 − 0                                                                           | Oefeninterland                                                                  |
| 30                                                                              | 28.03.1990                                                                      | Egypte – Roemenië                                                               | 1 − 3                                                                           | Oefeninterland                                                                  |
| 31                                                                              | 03.04.1990                                                                      | Zwitserland – Roemenië                                                          | 2 − 1                                                                           | Oefeninterland                                                                  |
| 32                                                                              | 25.04.1990                                                                      | Israël – Roemenië                                                               | 1 − 4                                                                           | Oefeninterland                                                                  |
| 33                                                                              | 21.05.1990                                                                      | Roemenië – Egypte                                                               | 1 − 0                                                                           | Oefeninterland                                                                  |
| 34                                                                              | 26.05.1990                                                                      | België – Roemenië                                                               | 2 − 2                                                                           | Oefeninterland                                                                  |
| 35                                                                              | 09.06.1990                                                                      | Roemenië – Sovjet-Unie                                                          | 2 − 0                                                                           | WK-eindronde                                                                    |
| 36                                                                              | 14.06.1990                                                                      | Kameroen – Roemenië                                                             | 2 − 1                                                                           | WK-eindronde                                                                    |
| 37                                                                              | 18.06.1990                                                                      | Argentinië – Roemenië                                                           | 1 − 1                                                                           | WK-eindronde                                                                    |
| 38                                                                              | 25.06.1990                                                                      | Ierland – Roemenië                                                              | 0 − 0                                                                           | WK-eindronde                                                                    |

Na het WK in 1990 vertrok Jenei naar Hongarije, waar hij coach werd van het nationale Hongaarse elftal. Na een korte periode werd hij ook daar ontslagen. In 1991 keerde hij terug naar Roemenië, waarna Steaua hem vroeg om voor de vierde keer coach van de club te worden. Maar in het maand december datzelfde jaar werd hij alweer ontslagen.
| Interlands Hongarije onder leiding van bondscoach Emerich Jenei | Interlands Hongarije onder leiding van bondscoach Emerich Jenei | Interlands Hongarije onder leiding van bondscoach Emerich Jenei | Interlands Hongarije onder leiding van bondscoach Emerich Jenei | Interlands Hongarije onder leiding van bondscoach Emerich Jenei |
| №                                                               | Datum                                                           | Wedstrijd                                                       | Uitslag                                                         | Competitie                                                      |
| --------------------------------------------------------------- | --------------------------------------------------------------- | --------------------------------------------------------------- | --------------------------------------------------------------- | --------------------------------------------------------------- |
| 1                                                               | 25.03.1992                                                      | Hongarije – Oostenrijk                                          | 2 − 1                                                           | Oefeninterland                                                  |
| 2                                                               | 29.04.1992                                                      | Oekraïne – Hongarije                                            | 1 − 3                                                           | Oefeninterland                                                  |
| 3                                                               | 12.05.1992                                                      | Hongarije – Engeland                                            | 0 − 1                                                           | Oefeninterland                                                  |
| 4                                                               | 27.05.1992                                                      | Zweden – Hongarije                                              | 2 − 1                                                           | Oefeninterland                                                  |
| 5                                                               | 03.06.1992                                                      | Hongarije – IJsland                                             | 1 − 2                                                           | WK-kwalificatie                                                 |
| 6                                                               | 26.08.1992                                                      | Hongarije – Oekraïne                                            | 2 − 1                                                           | Oefeninterland                                                  |
| 7                                                               | 09.09.1992                                                      | Luxemburg – Hongarije                                           | 0 − 3                                                           | WK-kwalificatie                                                 |
| 8                                                               | 23.09.1992                                                      | Hongarije – Israël                                              | 0 − 0                                                           | Oefeninterland                                                  |
| 9                                                               | 11.10.1992                                                      | Qatar – Hongarije                                               | 1 − 4                                                           | Oefeninterland                                                  |
| 10                                                              | 13.10.1992                                                      | Qatar – Hongarije                                               | 1 − 1                                                           | Oefeninterland                                                  |
| 11                                                              | 11.11.1992                                                      | Griekenland – Hongarije                                         | 0 − 0                                                           | WK-kwalificatie                                                 |
| 12                                                              | 07.03.1993                                                      | Japan – Hongarije                                               | 0 − 1                                                           | Oefeninterland                                                  |
| 13                                                              | 10.03.1993                                                      | Hongarije – Verenigde Staten                                    | 0 − 0                                                           | Oefeninterland                                                  |
| 14                                                              | 31.03.1993                                                      | Hongarije – Griekenland                                         | 0 − 1                                                           | WK-kwalificatie                                                 |

Jenei stopte met coachen voor een korte tijd, maar in 1993 besloot hij om voor de vijfde keer de coach van Steaua worden. Één jaar later won hij met Steaua de Roemeense competitie.
In 1996 had ook FC Universitatea Craiova interesse in hem, waar hij uiteindelijk ook coach werd, maar na tien wedstrijden verloor hij ook daar zijn baan. Twee jaar later keerde hij terug naar Steaua, voor de zesde en laatste keer.
In 2000 werd er aan hem gevraagd of hij weer coach wilde worden van het Roemeense elftal, Jenei nam het aan. Euro 2000 kwam eraan, maar de vorige coach - Victor Pițurcă - was ontslagen door een schandaal dat invloed had op de beste spelers van Roemenië, waaronder Gheorghe Popescu en Gheorghe Hagi. Op het EK bracht Jenei het team naar de laatste acht, een van de beste prestaties van het Roemeense team ooit. Toen Jenei voor de tweede keer coach was van Roemenië coachte hij het elftal voor 11 wedstrijden.
In juni 2000 besloot Jenei met pensioen te gaan.
| Interlands Roemenië onder leiding van bondscoach Emerich Jenei (tweede periode) | Interlands Roemenië onder leiding van bondscoach Emerich Jenei (tweede periode) | Interlands Roemenië onder leiding van bondscoach Emerich Jenei (tweede periode) | Interlands Roemenië onder leiding van bondscoach Emerich Jenei (tweede periode) | Interlands Roemenië onder leiding van bondscoach Emerich Jenei (tweede periode) |
| №                                                                               | Datum                                                                           | Wedstrijd                                                                       | Uitslag                                                                         | Competitie                                                                      |
| ------------------------------------------------------------------------------- | ------------------------------------------------------------------------------- | ------------------------------------------------------------------------------- | ------------------------------------------------------------------------------- | ------------------------------------------------------------------------------- |
| 1                                                                               | 02.02.2000                                                                      | Letland – Roemenië                                                              | 0 − 2                                                                           | Oefeninterland                                                                  |
| 2                                                                               | 04.02.2000                                                                      | Georgië – Roemenië                                                              | 1 − 1                                                                           | Oefeninterland                                                                  |
| 3                                                                               | 06.02.2000                                                                      | Cyprus – Roemenië                                                               | 3 − 2                                                                           | Oefeninterland                                                                  |
| 4                                                                               | 29.03.2000                                                                      | Griekenland – Roemenië                                                          | 2 − 0                                                                           | Oefeninterland                                                                  |
| 5                                                                               | 26.04.2000                                                                      | Roemenië – Cyprus                                                               | 2 − 0                                                                           | Oefeninterland                                                                  |
| 6                                                                               | 27.05.2000                                                                      | Nederland – Roemenië                                                            | 2 − 1                                                                           | Oefeninterland                                                                  |
| 7                                                                               | 03.06.2000                                                                      | Roemenië – Griekenland                                                          | 2 − 1                                                                           | Oefeninterland                                                                  |
| 8                                                                               | 12.06.2000                                                                      | Duitsland – Roemenië                                                            | 1 − 1                                                                           | EK-eindronde                                                                    |
| 9                                                                               | 17.06.2000                                                                      | Portugal – Roemenië                                                             | 1 − 0                                                                           | EK-eindronde                                                                    |
| 10                                                                              | 20.06.2000                                                                      | Engeland – Roemenië                                                             | 2 − 3                                                                           | EK-eindronde                                                                    |
| 11                                                                              | 24.06.2000                                                                      | Italië – Roemenië                                                               | 2 − 0                                                                           | EK-eindronde                                                                    |

Na 2000 werd Jenei de president van FC Bihor Oradea, en werkte later ook voor de Roemeense voetbalbond.

## Erelijst

### Speler
Steaua Boekarest
- Kampioen van Roemenië

(3x) 1960, 1961 1968
- Roemeense beker

(4x) 1962, 1966, 1967, 1969
Roemenië
- FIFA Junior Tournament

1956

### Trainer
Steaua Boekarest
- Kampioen van Roemenië

(5x) 1976, 1978, 1985, 1986, 1994
- Roemeense beker

(3x) 1976, 1985, 1999
- Europacup I

1986